# Baix Vivarès
El Baix Vivarès, (en occità: Bas Vivarés; en francès: Bas-Vivarais) és un Parçan o comarca d'Occitània situada al Llenguadoc. També es considerada una regió natural de França. Les seves vil·les principals són Aubenàs i Privàs.
Segons la proposta de divisió territorial d'Occitània del diari Jornalet, basada en l'obra de Frederic Zégierman Le Guide des pays de France, el Baix Vivarès estaria ubicat a la regió del Llenguadoc, subregió del Vivarès.
Oficialment, les comunes del Baix Vivarès estan adscrites administrativament i situades al sud-est del departament francès de l'Ardecha, a la regió administrativa d'Alvèrnia-Roine-Alps.